# グアイアズレン
グアイアズレン（guaiazulene、アズロン、1,4-ジメチル-7-イソプロピルアズレン）とは濃青色の結晶性炭化水素である。アズレンの誘導体であり、二環式のセスキテルペンに分類される。
ユソウ木の樹脂やカモミールオイルなどの精油に含まれ、これらはグアイアズレンの原料として商業利用されている。様々な軟質サンゴにも主要な色素として含まれている。また、グアイオールやアロマデンドレン、ケッシルアルコールなどのセスキテルペン系化合物を脱水素酸化させることによって合成することができる。
グアイアズレンは融点が31～33 ℃と低いため取扱いが難しく、母体化合物であるアズレンの融点が99～100 ℃であるのとは対照的である。グアイアズレンの電子状態はアズレンと非常に類似している。水には溶解しないが、濃硫酸およびリン酸に溶解する。

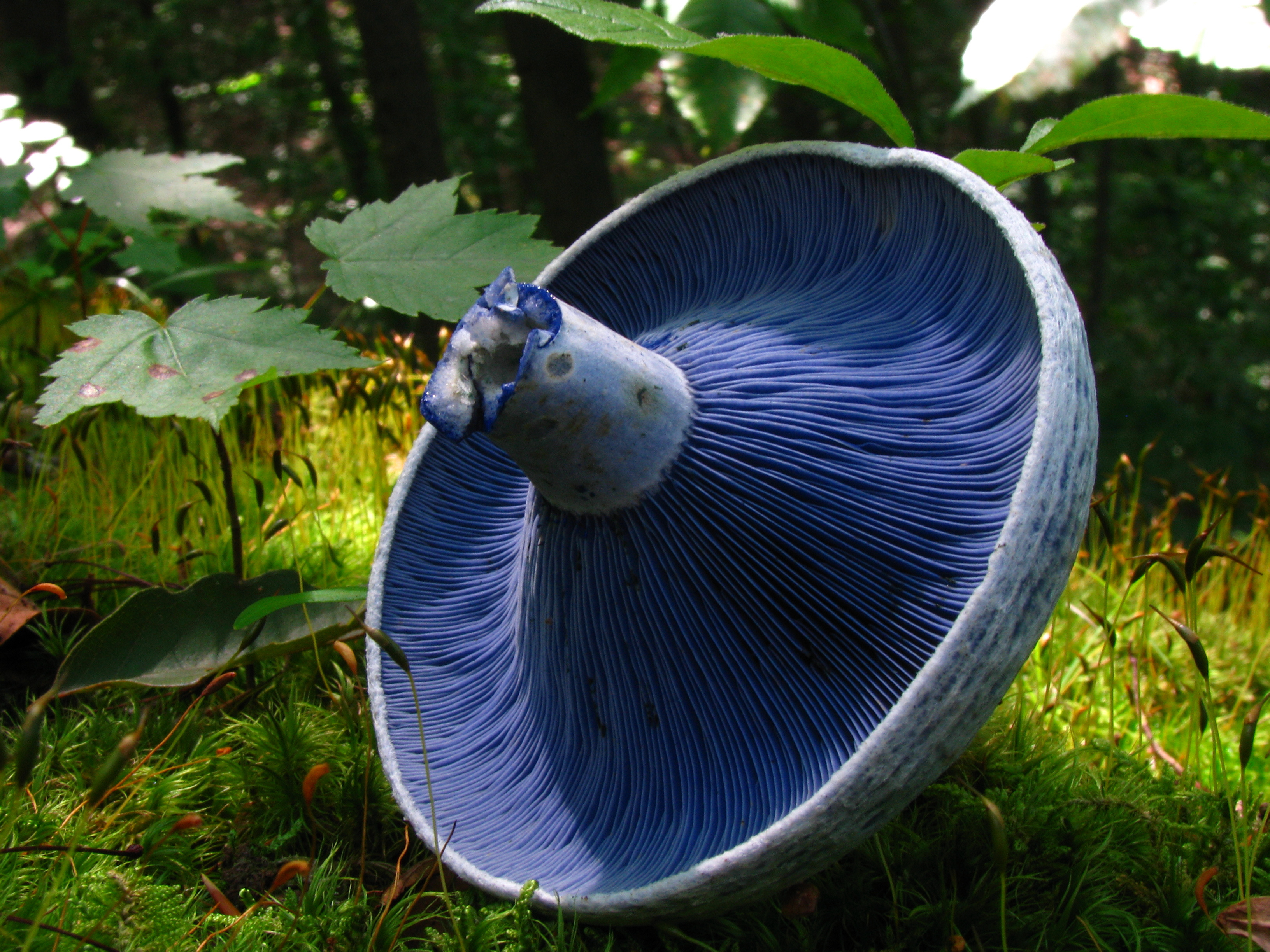
このキノコ（ルリハツタケ）の青色はグアイアズレンの誘導体である (7-イソプロペニル-4-メチルアズレン-1-イル)メチルステアレートに由来する。

## 用途
グアイアズレンは化粧品の着色料としてアメリカ食品医薬品局に認可されている。
グアイアズレンの消炎効果は古くから知られており、口内炎や皮膚炎などの抗炎症薬として使われていた。しかしながらグアイアズレンは水に溶解しないため、グアイアズレンにスルホン酸基を導入した水溶性グアイアズレン誘導体であるグアイアズレン3-スルホン酸ナトリウム（一般名: アズレンスルホン酸ナトリウム、商品名: アズノール、ハチアズレ等）として医薬品や化粧品に利用されている。